# Río Chadobets
El río Chádobets (en ruso: Чадобец) es un río de Siberia, un afluente del río Angará por la derecha, lo que le convierte en subafluente del Yeniséi. Tiene una longitud de 647 km, drena una cuenca de 19.700 km² y su caudal medio, en la desembocadura, es de alrededor de 80 m³/s. 
Administrativamente, discurre por el óblast de Irkutsk y el krai de Krasnoyarsk de la Federación de Rusia.

## Geografía
El río Chádobets nace en las alturas situadas al norte del curso del Angará, en el noroeste del óblast de Irkutsk. El río discurre globalmente en dirección oeste por una región montañosa cubierta de bosques y poco poblada. Su curso es muy sinuoso y se caracteriza por numerosos meandros.
Tras recorrer 647 km desde su nacimiento, el Chádobets desemboca en la orilla derecha del Angará, un centenar de kilómetros por encima de Boguchany, 2 km al sur de Zaledéyevo.
El Chádobets permanece generalmente congelado desde la segunda quincena de octubre o la primera de noviembre hasta finales del mes de abril o inicios del de mayo.

## Hidrometría - El caudal en Yarkino
El Chádobets es un río muy irregular. Su caudal ha sido observado durante 42 años (1957-1999) en Yarkino, localidad situada a unos 133 km de su confluencia con el Angará.
El caudal interanual medio observado en este periodo fue de 57,4 m³/s para una superficie de 13.300 km², lo que supone alrededor de un 67% de la totalidad de la cuenca, que cubre 19.700 km². La lámina de agua vertida en esta cuenca alcanza los 136 mm por año, que debe ser considerada como poco elevada y resulta de la moderación de las precipitaciones observada en gran parte de su cuenca.
Río alimentado en gran parte por la fusión de las nieves, el Chádobets es un río de régimen nivo-pluvial.
Las crecidas se desarrollan en primavera, en él es de mayo y a principios del de junio, lo que corresponde al deshielo y a la fusión de las nieves. En el mes de junio y luego en el de julio, el caudal baja fuertemente, para estabilizarse posteriormente en un nivel muy poco elevado durante el resto del verano y principios del otoño, aunque desciende progresivamente. Desde el mes de noviembre, el caudal del río cae de nuevo, lo que conduce al periodo de estiaje, que tiene lugar de noviembre a abril y corresponde a las heladas del invierno que se abaten por toda Siberia.
El caudal medio mensual observado en marzo (mínimo de estiaje) es de 5,90 m³/s, poco más del 1,5% del caudal del mes de mayo, máximo del año (387 m³/s), lo que subraya la amplitud muy importante de las variaciones estacionales, incluso para el contexto de los río siberianos, que ya se caracteriza por las importantes diferencias estacionales. Y estas diferencias pueden ser mayores a lo largo de los años. En los 42 años del periodo de estudio, el caudal mensual mínimo fue de 1,51 m³/s en marzo de 1971, mientras que el máximo se elevó a 627 m³/s en mayo de 1983.
Considerando únicamente el periodo estival, libre de hielo (de mayo a septiembre inclusive), el caudal mensual mínimo observado fue de 12,8 m³/s en septiembre de 1969.
Caudal medio mensual del Chádobets en la estación hidrométrica de Yarkino
(Datos calculados en 42 años - en m³/s)